# 张明珠
张明珠（1991年11月—），河南新乡人，汉族，中国共产党党员。服役于辽宁舰的女士官长、第十三届全国人民代表大会解放军和武警部队代表。

## 生平
2011年时，张明珠是郑州工程技术学院的一名体育生。早年即开始练习篮球。2011年秋，就读大三的张明珠报名参军。同年12月，开始新兵训练。三个月后，加入中国人民解放军海军服役。2012年3月，派往大连服役。9月25日，辽宁舰正式交付海军。张明珠参加入列仪式。是辽宁舰的机电兵、安全监察员。2017年，当选为士官长:26—28。2018年3月，张明珠被选为解放军和武警部队出席第十三届全国人民代表大会代表。